# Christine Busta
Christine Busta (właśc. Christine Dimt; ur. 23 kwietnia 1914 w Wiedniu, zm. 3 grudnia 1987 tamże) – austriacka pisarka i poeta

## Życiorys
Urodziła się w rodzinie drobnomieszczańskiej. Po ukończeniu gimnazjum w Wiedniu podjęła studia z zakresu anglistyki i germanistyki, które jednak ze względu na sytuację materialną przerwała, podejmując pracę zarobkową. Zarabiała, prowadząc prywatną edukację i przekładając teksty. Podjęła także pracę w charakterze administratorki hotelu, a następnie została zatrudniona jako bibliotekarka. 
Jej poezja porusza problematykę społeczną, stanowi między innymi rozrachunek z historią. Wiersze Busty obrazują odpowiedzialność zbiorową narodu niemieckiego za wywołanie II wojny światowej. Tworzyła także lirykę refleksyjno-intelektualną. Odwoływała się do stylizacji biblijnych. W swoim dorobku ma wiersze o charakterze religijnym. Przekładaniem poezji austriackiej literatki zajmował się Ryszard Wojnakowski.

## Wybrane dzieła
Na podstawie źródła
- Mutter im Krieg (Matka na wojnie) – 1945;
- Jahr um Jahr (Rok za rokiem) – 1950;
- Der Regenbaum (Deszczowe drzewo) – 1951;
- Lampe und Delphin (Lampa i delfin) – 1955;
- Die Scheune der Vögel (Stodoła ptaków) – 1958;
- Die Sternenmühle (Gwiaździsty młyn) – 1959;
- Das andere Schaf (Inna owca) – 1959